# Sames II Theosebes Dikaios
Sames II Theosebes Dikaios av Kommagene, död 109 f.Kr., var regerande kung av Kommagene mellan 130 f.Kr. och 109 f.Kr.